# Wild Ones (песня)
«Wild Ones» (с англ. — «Дикие») — второй сингл американского исполнителя Флоу Райды при участии австралийской певицы Сии из его одноимённого четвёртого студийного альбома.

## Клип
Видео, снятое Эриком Уайтом, режиссёром, было выпущено 9 февраля 2012 года, показывая вечеринки Flo Rida в Дубае и Майами. В Дубае на нём изображены Башня Бесконечности, Бурдж Аль Араб и Пальма Джумейра. Хотя в песне присутствует Сиа, она не появляется в видео. Вокал Сиа был спет губами Аналитией Чавес. В видео также фигурирует кубинская модель Даями Падрон в сценах с лодкой слева от Флоу Райды.

## Предыстория
Проект «Titanium» ввёл австралийскую певицу и автора песен Сию во влиятельный внутренний круг Гетты, включая директора лейбла Atlantic Records Бена Маддахи, который затем познакомил Сиа с Флоу Райдой и его командой, выпустив «Wild Ones». Песня, в которой Сиа является исполнительницей, является вторым официальным синглом с одноимённого альбома Райды.
Первоначально Сиа написала припев и музыку к песне за 15 минут для Кэти Перри, которая так и не получила песню; дополнительные тексты были написаны Райдой, Джейкобом Латтреллом, Маркусом Купером, Бенджамином Маддахи и продюсерами песни Софли и Ниусом и Эксвеллом.
Позже Сиа сказала: "Они просили меня записывать [«Wild Ones»] снова и снова в течение почти шести месяцев. В конце концов я сказал: «Хорошо, но не ставьте под этим моë имя». Я была зла, потому что мы уже обсуждали это. Джонатан сказал мне: «Не думаю, что я действительно верил тебе в то, что ты не хотел, чтобы тебе ставили в заслугу или получали признание, которого ты заслуживаешь».

## Живые выступления
Флоу Райда исполнил эту песню в финале второго сезона шоу «Голос», а Джульет Симмс исполнила припев. Он также исполнил песню с Карли Рей Джепсен на церемонии вручения музыкальных видеоклипов 2012 года, со Stayc Reigns на 2012 Teen Choice Awards и на 2012 Premios Juventud, с Биби Рексой на 2016 Teen Choice Awards и на Рестлмании XXVIII перед выходом The Rock на свой матч «Once in a Lifetime» против Джона Сины. 30 мая 2013 года он выпустил фьюжн-микс Coke Studio с участием Мириам Фарес. Он исполнил месиво из этой песни вместе с ещё двумя своими известными песнями 21 июля 2014 года на WWE RAW MIAMI. Он также появился в трейлере «Кунг-фу Панда 3».

## Wild One Two
Ремикс-версия под названием «Wild One Two» от Jack Back с участием Давида Гетта, Ники Ромеро и Сии была выпущена 14 февраля 2012 года. Переизданная версия песни появилась в переиздании 2012 года альбома Гетты Nothing but the Beat 2.0.

## Плейлист
| №  | Название    | Длительность |
| -- | ----------- | ------------ |
| 1. | «Wild Ones» | 3:53         |

| №  | Название                           | Длительность |
| -- | ---------------------------------- | ------------ |
| 1. | «Wild Ones»                        | 3:53         |
| 2. | «Good Feeling» (Carl Tricks Remix) | 5:38         |

| №  | Название                         | Длительность |
| -- | -------------------------------- | ------------ |
| 1. | «Wild One Two»                   | 5:47         |
| 2. | «Wild One Two» (Jaywalker Remix) | 6:18         |

## Чарты

### Недельные чарты
| Чарт (2012)                                | Позиция |
| ------------------------------------------ | ------- |
| Австралия (ARIA)                           | 1       |
| Австрия (Ö3 Austria Top 40)                | 2       |
| Бельгия/Фландрия (Ultratop 50)             | 8       |
| Бельгия/Валлония (Ultratop 50)             | 13      |
| Бразилия (Billboard Brasil Hot 100)        | 46      |
| Бразилия Hot Pop Songs                     | 17      |
| Канада (Billboard Canadian Hot 100)        | 1       |
| Чехия (Rádio — Top 100)                    | 13      |
| Дания (Tracklisten)                        | 11      |
| Финляндия (Suomen virallinen lista)        | 6       |
| Франция (SNEP)                             | 11      |
| Германия (GfK)                             | 6       |
| Гондурас (Honduras Top 50)                 | 1       |
| Венгрия (Dance Top 40)                     | 5       |
| Венгрия (Rádiós Top 40)                    | 1       |
| Ирландия (IRMA)                            | 3       |
| Израиль (Media Forest)                     | 3       |
| Япония (Billboard Japan Hot 100)           | 95      |
| Ливия (OLT20)                              | 2       |
| Люксембург (Billboard)                     | 4       |
| Mexico Top Inglés (Monitor Latino)         | 4       |
| Мексика (Billboard Mexican Airplay)        | 7       |
| Нидерланды (Dutch Top 40)                  | 7       |
| Нидерланды (Single Top 100)                | 15      |
| Новая Зеландия (Recorded Music NZ)         | 1       |
| Норвегия (VG-lista)                        | 1       |
| Россия (TopHit)                            | 24      |
| Польша (Polish Airplay Top 100)            | 2       |
| Португалия (Billboard)                     | 7       |
| Румыния (Romanian Top 100)                 | 13      |
| Шотландия (OCC Scotland)                   | 4       |
| Словакия (Rádio — Top 100)                 | 3       |
| South Korea International Singles (Gaon)   | 10      |
| Испания (PROMUSICAE)                       | 23      |
| Швеция (Sverigetopplistan)                 | 3       |
| Швейцария (Schweizer Hitparade)            | 3       |
| Великобритания (OCC UK Hip Hop/R&B)        | 1       |
| Великобритания (OCC UK Singles)            | 4       |
| Украина (TopHit)                           | 33      |
| США (Billboard Hot 100)                    | 5       |
| США (Billboard Adult Pop Airplay)          | 18      |
| США (Billboard Dance Club Songs)           | 30      |
| США (Billboard Hot Latin Songs)            | 32      |
| США (Billboard Hot R&B/Hip-Hop Songs)      | 82      |
| США (Billboard Hot Rap Songs)              | 8       |
| США (Billboard Pop Airplay)                | 2       |
| США (Billboard Rhythmic)                   | 1       |
| Venezuela Pop Rock General (Record Report) | 8       |

### Чарты на конец года
| Чарт (2012)                                         | Позиция |
| --------------------------------------------------- | ------- |
| Австралия (ARIA)                                    | 5       |
| Австрия (Ö3 Austria Top 40)                         | 22      |
| Бельгия (Ultratop Flanders)                         | 47      |
| Бельгия (Ultratop Wallonia)                         | 74      |
| Канада (Canadian Hot 100)                           | 8       |
| Франция (SNEP)                                      | 73      |
| Германия (Media Control AG)                         | 47      |
| Венгрия (Dance Top 40)                              | 32      |
| Венгрия (Rádiós Top 40)                             | 26      |
| Нидерланды (Dutch Top 40)                           | 26      |
| Нидерланды (Single Top 100)                         | 53      |
| Польша (ZPAV)                                       | 38      |
| Russia Airplay (TopHit)                             | 130     |
| Швеция (Sverigetopplistan)                          | 16      |
| Швейцария (Schweizer Hitparade)                     | 50      |
| Ukraine Airplay (TopHit)                            | 170     |
| UK Singles (Official Charts Company)                | 10      |
| США Billboard Hot 100                               | 11      |
| США Pop Songs                                       | 17      |
| США Rhythmic Songs                                  | 11      |
| США Billboard Hot Dance Club Songs («Wild One Two») | 13      |

### Чарты на конец десятилетия
| Чарт (2010—2019) | Позиция |
| ---------------- | ------- |
| Австралия (ARIA) | 78      |

## Сертификаты и копии продаж
| Регион | Сертификация  | Продажи   |
| --- | ------------- | --------- |
| Австралия (ARIA) | 7× Платиновый | 490 000^  |
| Австрия (IFPI Austria) | Платиновый    | 30 000*   |
| Канада (Music Canada) | 5× Платиновый | 400 000*  |
| Дания (IFPI Danmark) | Золотой       | 15 000^   |
| Германия (BVMI) | Золотой       | 150 000^  |
| Италия (FIMI) | Золотой       | 15 000*   |
| Мексика (AMPROFON) | Платиновый    | 60 000*   |
| Новая Зеландия (RMNZ) | 2× Платиновый | 30 000*   |
| Швеция (GLF) | 5× Платиновый | 200 000   |
| Швейцария (IFPI Switzerland) | Платиновый    | 30 000^   |
| Великобритания (BPI) | 2× Платиновый | 730,000   |
| США (RIAA) | 5× Платиновый | 3,620,000 |
| Стриминг |               |           |
| Дания (IFPI Danmark) | 3× Платиновый | 5 400 000 |
| * Данные о продажах приведены только на основе сертификации. · ^ Данные о тиражах приведены только на основе сертификации. · Данные о продажах + прослушиваниях приведены только на основе сертификации. · Данные только о прослушиваниях приведены на основе сертификации. |               |           |

## Хронология выхода
| Регион         | Дата            | Формат                           | Лейбл                                  |
| -------------- | --------------- | -------------------------------- | -------------------------------------- |
| США            | 9 января 2012   | Digital download                 | Atlantic Records Poe Boy Entertainment |
| Великобритания | 23 января 2012  | Digital download                 | Atlantic Records                       |
| Европа         | 13 февраля 2012 | CD single («Wild One Two» remix) | Warner Records                         |
| Германия       | 17 февраля 2012 | CD single                        | Atlantic Records                       |